# فوز دو جورداو
فوز دو جورداو بلدية في ولاية بارانا في المنطقة الجنوبية من البرازيل.